# 郝歌
郝歌（Haong Xinlüeng，1981年—），原名伊曼纽尔·乌维苏，是一位原籍尼日利亚而在中国发展的男歌手。

## 生平
郝歌的英文名字是Uwechue Emmanuel。郝歌從小就熱愛音樂；他從五歲開始參加教堂的詩歌班、並且自學了鋼琴和貝司。郝歌曾經組了一個樂團。但是因為父親的關係，喜愛音樂的郝歌被迫選擇了理科。郝歌畢業於賴比瑞亞蒙羅維亞大學數學系並取得數學碩士學位、成為了一名航太機械師。

## 成為歌手
但是熱愛音樂的郝歌在畢業半年之後，就決定放棄自己的工作去成為一位歌手。郝歌四處尋找機會、途中遊歷了荷蘭、美國、泰國、和日本等許多國家。最後郝歌在朋友介紹的下於2002年前往中國。當郝歌在鄭州的某間酒吧裏唱歌時，一位朋友向他介紹了歌手劉歡。崇拜劉歡的郝歌因此成了劉歡音樂工作室的正式簽約歌手。

### 專輯
- 《紅與黑》發行日期:  2006年7月28日 (中國)

## 外部連結
- 北京娛樂信報